# Typhloiulus staregai
Typhloiulus staregai är en mångfotingart som beskrevs av Pius Strasser 1973. Typhloiulus staregai ingår i släktet Typhloiulus och familjen kejsardubbelfotingar. Inga underarter finns listade i Catalogue of Life.